# フェデリコ・デ・ロベルト

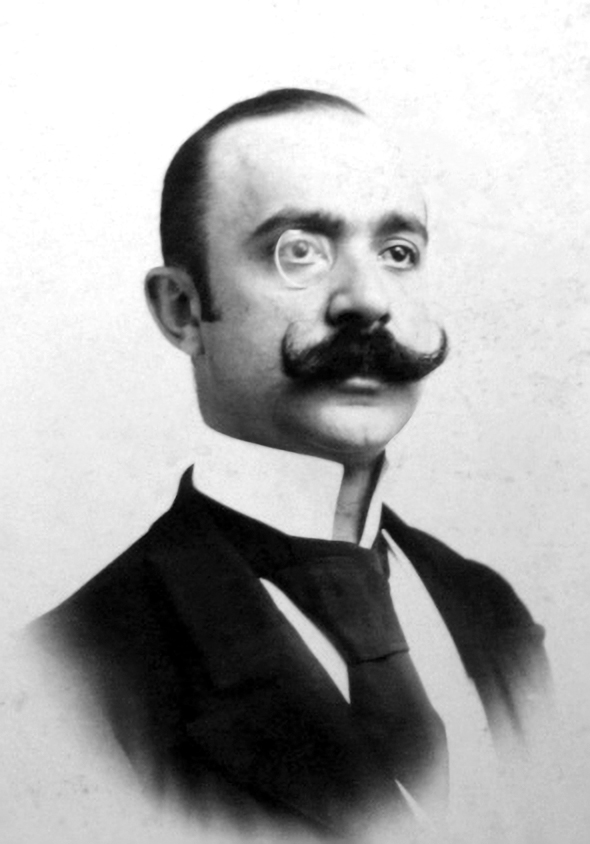
フェデリコ・デ・ロベルト

フェデリコ・デ・ロベルト（Federico de Roberto、1861年1月16日-1927年7月26日）はイタリアの小説家。

## 来歴・人物
1861年ナポリ生まれ。ナポリ出身で両シチリア王国の王、フランチェスコ2世の参謀将校だった父と、カターニャの没落貴族出身の母との間に生まれる。
会計士の資格を取るものの、早くからラテン語と古典の研究の道に進んだ。新聞社の記者としてそのキャリアをスタートさせ、当時隆盛を見せていたヴェリズモ文学の代表的な作家、ジョヴァンニ・ヴェルガやルイージ・カプアーナとも交流する。作家として作品を発表し続ける一方で、エミール・ゾラなどの自然主義的文学に関する随筆などを執筆し、文芸評論家としても活躍した。
1894年、1年以内という異例の速さで後に代表作とされる「副王たち」を書き上げた。しかし、腐敗した修道院が象徴するような神聖さを汚す表現と、作品に流れる無情を理由に、当時作品への評価は非常に冷ややかなものであった。その後演劇にも作品を提供し、『副王たち』（イタリア語: I vicerè）のその後を描いた小説『至上権』（イタリア語: L'Impero）で文壇への復帰を試みたが、その完成を見ることなく亡くなった。それゆえに、イタリア文学史上最も偉大でかつ最も正当な評価を受けていない作家の一人とされる。

## 著作
- 『副王たち（イタリア語版、フランス語版）』（イタリア語: I vicerè） - 1894年。2007年にイタリアで映画化された。日本では2009年に『副王家の一族』のタイトルで公開された。
- 『至上権（イタリア語版）』（イタリア語: L'Impero） - 未完成。